# Fisnik Myftari
Fisnik Myftari (Pejë, 18 januari 1987) is een  middenvelder die uitkomt voor SpVgg Neckarelz. Hij heeft zowel de Albanese als de Duitse nationaliteit.

## Statistieken
| seizoen | club            | land      | competitie                 | wed. | goals |
| ------- | --------------- | --------- | -------------------------- | ---- | ----- |
| 2006/07 | VfR Mannheim    | Duitsland | Oberliga Baden-Württemberg | 12   | 0     |
| 2007/08 | VfR Mannheim    | Duitsland | Oberliga Baden-Württemberg | 15   | 1     |
| 2008/09 | VfR Mannheim    | Duitsland | Regionalliga Süd           | 6    | 0     |
| 2009/10 | VfR Mannheim    | Duitsland | Oberliga Baden-Württemberg | 0    | 0     |
| 2010/11 | VfR Mannheim    | Duitsland | Oberliga Baden-Württemberg | 17   | 0     |
| 2011/12 | KAS Eupen       | België    | Tweede Klasse              | 15   | 0     |
| 2012/13 | SpVgg Neckarelz | Duitsland | Oberliga Baden-Württemberg | 9    | 0     |
| 2013/14 | SpVgg Neckarelz | Duitsland | Regionalliga Südwest       | 0    | 0     |
|         |                 |           | Totaal                     | 74   | 1     |